# Bruno Viler
Bruno Viler, slovenski pevec, bobnar in glasbenik, * Koštabona, Slovenija.
Bruno Viler je sodeloval in sodeluje v več glasbenih skupinah.
- 3 Bote (vokal, bobni)
- Dan Ponjer
- Nočni Skok (vokal, bobni)